# الیری-سور-ساونا
الیری-سور-ساونا (به فرانسوی: Allerey-sur-Saône) یک کمون در فرانسه است که در Canton of Verdun-sur-le-Doubs واقع شده‌است.

## خصوصیات
الیری-سور-ساونا ۱۶٫۴۲ کیلومترمربع مساحت و ۷۵۸ نفر جمعیت دارد و ۱۹۰ متر بالاتر از سطح دریا واقع شده‌است.